# Midori-ku (Chiba)
Midori-ku (緑区 Midori-ku?) es uno de los seis barrios de la ciudad de Chiba, Japón. Hasta el 1 de agosto de 2011 tenía una población estimada de 123.415 habitantes y una densidad de 1,860 personas por metro cuadrado. La superficie total del barrio es de 66,41 km².